# Strijboshof
Het Strijboshof is een park in de Antwerpse gemeente Kalmthout, gelegen nabij de Achterbroeksteenweg 69.
Het park ligt op een veenachtige bodem waar einde 19e eeuw een buitenverblijf werd aangelegd met een park in de Engelse landschapsstijl. Het gebied van 4 ha liet men enigszins verwilderen, zodat er een bospark ontstond. De meeste bomen en struiken zijn inheems, maar enkele monumentale bomen zijn er te vinden, zoals een grote moerascypres.
In het park, dat eigendom is van de gemeente, werd een wandelpark uitgezet.
Het landhuis in het park werd ingericht als horecagelegenheid.